# Инвернес Хајландс Саут (Флорида)
Инвернес Хајландс Саут (енгл. Inverness Highlands South) насељено је место без административног статуса у америчкој савезној држави Флорида.

## Демографија
По попису из 2010. године број становника је 6.542, што је 761 (13,2%) становника више него 2000. године.
| Група             | 2000.         | 2010.         |
| Белци             | 5.306 (91,8%) | 5.841 (89,3%) |
| Афроамериканци    | 100 (1,7%)    | 118 (1,8%)    |
| Азијати           | 40 (0,7%)     | 84 (1,3%)     |
| Хиспаноамериканци | 286 (4,9%)    | 388 (5,9%)    |
| Укупно            | 5.781         | 6.542         |